# داوید فرناندز دومینگو
داوید فرناندز دومینگو (اسپانیایی: David Fernández Domingo‎؛ زادهٔ ۱۶ فوریه ۱۹۷۷) دوچرخه‌سوار اهل اسپانیا است.